# Serra d'Escales
La Serra d'Escales (en algun lloc anomenada Serra d'Escalers) és una petita serralada situada al municipi de Mosset, a la Catalunya del Nord. El seu punt més alt és de 1724 metres. S'hi accedeix a peu, sense cap dificultat, des del mateix poble de Mosset (675 m.) o des del coll de Jau (1504 m.). La Serra d'Escales es troba al nord-oest del poble, al límit amb els pobles veïns de Conòsol i de Montfòrt, tots dos municipis que ja són occitans. Els cims més propers són, a l'oest, el Tuc Dormidor (Pic Dourmidou) de 1843 m., i a l'est el Pic del Rosselló de 1314 m. Al nord hi ha el Bosc de Sauvanera. I al sud, a més de la carretera D-14 que puja des de Mosset al coll de Jau, hi ha la vall de La Castellana, el riu (afluent de la Tet) que neix a la propera Serra de Madres. De fet, del vessant sud de la Serra d'Escales neixen els torrents Niu de l'Astor i Córrec del Solà Blanc que aporten les seves aigües a La Castellana. De el vessant nord, en canvi, en neix el riu Bolzana, afluent del riu Aglí.
Malgrat la coincidència de nom, no s'ha de confondre amb la Serra de les Escales existent a la comarca del Pallars Sobirà.